# Schefflera cinnamomea
Schefflera cinnamomea är en araliaväxtart som beskrevs av Elmer Drew Merrill. Schefflera cinnamomea ingår i släktet Schefflera och familjen araliaväxter. Inga underarter finns listade.